# 龙湾镇 (雄县)
龙湾镇，是中华人民共和国河北省保定市雄县下辖的一个乡镇级行政单位。

## 行政区划
龙湾镇下辖21个行政村（22个自然村）：龙东村、龙西村、龙南村、龙北村、道一村、道二村、道三村、道四村、东狄头村、西狄头村、袁家园村、高铺村（辖高家铺、杨家场两个自然村）、葛各庄村、胡各庄村、张青口一村、张青口二村、张青口三村、大步村、马务头村、洪城村、王场村。